# Domani (Fabrizio Moro)
Domani è il quarto album in studio di Fabrizio Moro, pubblicato il 29 febbraio 2008, dopo il terzo posto di Moro al Festival di Sanremo 2008 con il brano Eppure mi hai cambiato la vita che sarà il primo singolo estratto dall'album.
Domani è il secondo album più venduto da Moro, vendendo ben 40 000 copie solo in Italia
Viene certificato dalla FIMI come disco d'oro.
Oltre a Eppure mi hai cambiato la vita, l'altro singolo estratto dall'album è Libero.
Dell'album fa parte anche la traccia Un giorno un po' più grande che non è mai stata pubblicata ufficialmente, dato che sul supporto fisico non è presente, una volta era possibile scaricarla da iTunes.
In occasione della partecipazione del cantautore romano al Festival di Sanremo del 2018, è stata annunciata una ristampa del disco che verrà rilasciata il giorno 9 Febbraio 2018 in formato CD e in Vinile (quest'ultimo limitato a sole 500 copie).

## Tracce
1. Domani – 3:16 (Fabrizio Moro)
2. Svegliati – 3:50 (Fabrizio Moro)
3. Eppure mi hai cambiato la vita – 3:25 (Fabrizio Moro)
4. Libero – 3:12 (Fabrizio Moro)
5. Sembra impossibile – 3:39 (testo: Fabrizio Moro – musica: Fabrizio Moro, Fabrizio Termignone, Danilo Molinari)
6. Gastrite – 3:18 (Fabrizio Moro)
7. È solo amore – 4:30 (Fabrizio Moro)
8. Non importa – 3:11 (Fabrizio Moro)
9. Seduto a guardare – 3:24 (Fabrizio Moro)
10. Devi salvarti – 3:29 (testo: Fabrizio Moro – musica: Fabrizio Moro, Fabrizio Termignone, Danilo Molinari)
11. Un'altra canzone per noi – 4:30 (Fabrizio Moro)

Durata totale: 39:44

## Singoli estratti
Testi e musiche di Fabrizio Moro.
1. Eppure mi hai cambiato la vita – 3:25 (Fabrizio Moro)
2. Libero – 3:12 (Fabrizio Moro)

## Formazione
- Fabrizio Moro – voce, cori, chitarra elettrica, chitarra acustica, basso
- Massimiliano Agati – batteria
- Massimo Varini – chitarra acustica
- Cesare Chiodo – basso

## Successo commerciale
Domani arriva al massimo alla ventitreesima posizione della classifica FIMI.

## Classifiche
| Classifica (2008) | Posizione massima |
| ----------------- | ----------------- |
| Italia            | 23                |